# Maliattha signifera
Maliattha signifera là một loài bướm đêm trong họ Noctuidae.